# Лев Лешченко
Лев Валеријанович Лешченко (рус. Лев Валерианович Лещенко; Москва, 1. фебруар 1942) совјетски и руски је певач (баритон), музички педагог, текстописац, филмски глумац и музички продуцент, народни уметник РСФСР (1983).